# Spermophagus posticus
Spermophagus posticus là một loài bọ cánh cứng trong họ Bruchidae. Loài này được Chevrolat miêu tả khoa học năm 1877.